# Marienkapelle (Harlingen)

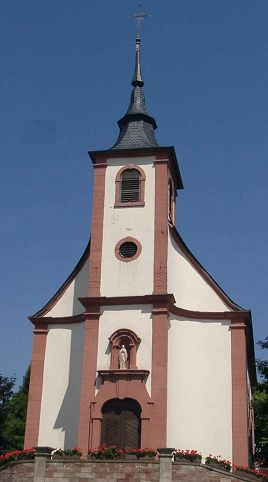
Die Marienkapelle in Harlingen

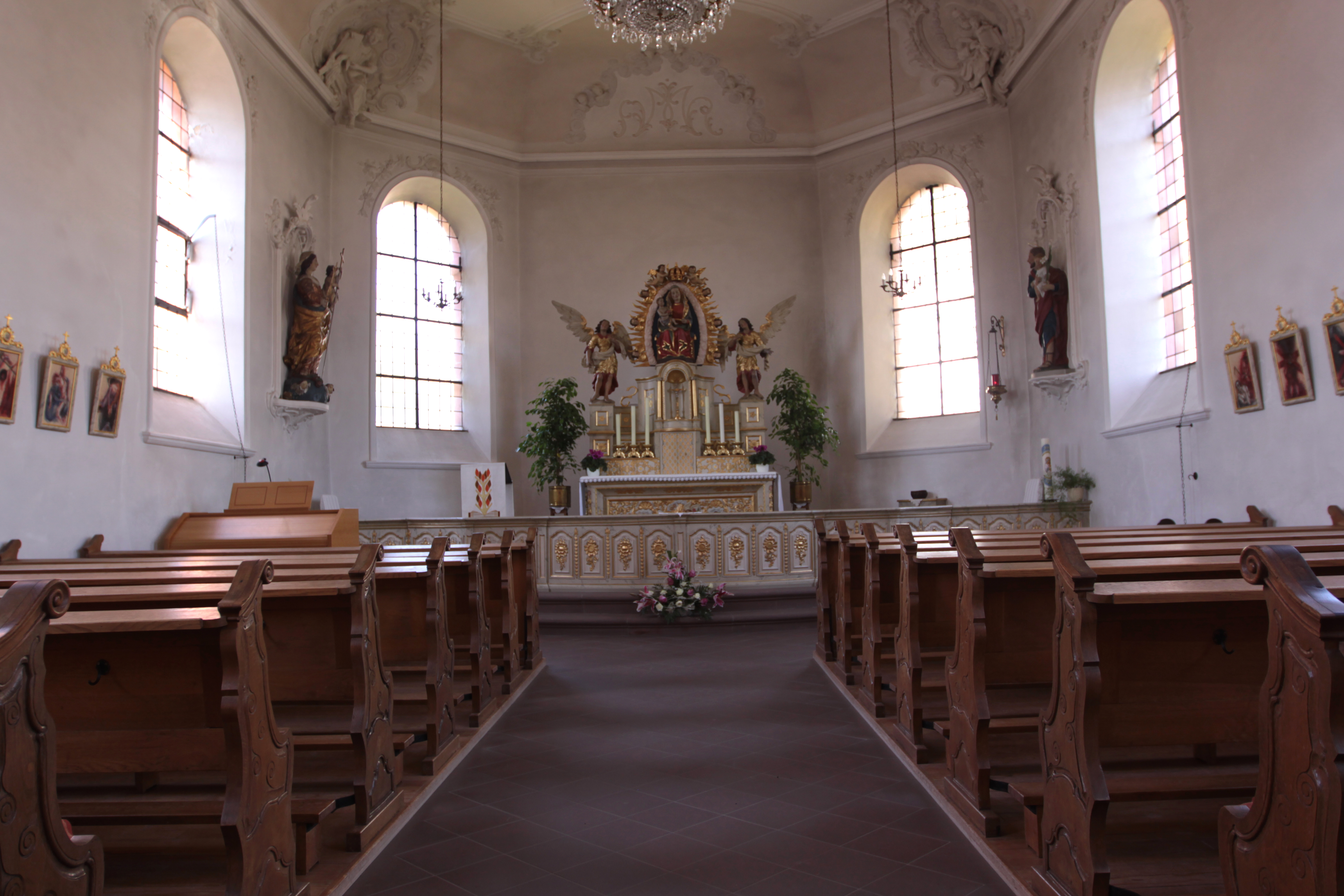
Innenraum

Die Marienkapelle (Beatae Mariae Virginis) ist eine römisch-katholische Kapelle in Harlingen, einem Stadtteil von Merzig, Landkreis Merzig-Wadern, Saarland. Sie ist Filialkirche von St. Martin in Bietzen und ist Maria, der Mutter Jesu geweiht. In der Denkmalliste des Saarlandes ist das Gebäude als Einzeldenkmal aufgeführt.

## Geschichte
Die erste urkundliche Ersterwähnung einer Kirche in Harlingen datiert aus dem Jahr 1519.
Der heutige Kapellenbau wurde 1727 im Stil des Barock errichtet. Ab 1945 wurde die Kapelle wieder aufgebaut. Dabei wurden die wertvollen Rokoko-Stuckaturen zerstört. 1969 erfolgte ein Umbau im Außenbereich.
Seit dem 18. Jahrhundert finden Wallfahrten zur Kapelle statt. Wallfahrtstag ist jährlich der 15. August.

## Ausstattung
Zur Ausstattung der Kapelle gehört ein Gnadenbild über dem Hochaltar, das um 1430 entstanden ist. Dargestellt ist die sitzende Muttergottes mit dem göttlichen Kind auf dem Arm und einem Zepter in der Hand. Der Strahlenkranz und die flankierende Engel wurden erst 1926 hinzugefügt. Der Hochaltar, auf dem sich das Gnadenbild befindet besteht aus Holz und stammt aus dem 18. Jahrhundert.
Vor dem Hochaltar befindet sich eine Kommunionbank aus dem 18. Jahrhundert mit geschnitzten Füllungen, die 1957 durch den Künstler Schilling neu gefasst wurde.
In den Voutenecken der Seitenwände befinden sich Figuren der vier Evangelisten von 1990 bis 1991. In sitzender Haltung sind dargestellt: der heilige Markus mit Löwe, Buch und Schreibfeder, der heilige Johannes mit Adler, Buch und Schreibfeder, auf der rechten Seite der heilige Lukas mit Stier, Buch und Schreibfeder und der heilige Matthäus mit Menschensohn, Buch und Schreibfeder. Weitere Figuren sind St. Maria vom Siege und St. Josef.
Maler und Bildhauer Ernst Alt (Saarbrücken) schuf 14 moderne Kreuzwegstationen in den Jahren 2000 bis 2002.